# 旅館龍名館本店
旅館龍名館本店（りょかんりゅうめいかんほんてん）は東京都千代田区神田駿河台にある老舗旅館。株式会社龍名館グループの一つ。ホテル龍名館東京は姉妹店である。

## 概要
株式会社龍名館が、経営、運営を行っている宿泊・宴会場施設。
創業当時は総2階建てで数寄屋造のものだったが、現在は改装を経てテナントビルを併設し、その中の1階・2階部分を旅館として経営している。
客室は全12室で、全室和室となっている。その他に宴会・会議場としての部屋が3室あり、銀杏（いちょう）の間と竹の間は洋室形式、龍（たつ）の間は和・洋両形式対応可能となっている。その他1階には、株式会社龍名館が経営する、和食レストランの「けやき」が営業している。
「龍名館」という名は初代・濱田卯兵衛の姉の名の「辰」と、卯兵衛の実家である旅館名倉屋の「名」にちなんだもの。

## 沿革
- 1899年（明治32年） 初代・濱田卯兵衛によって旅館龍名館本店が神田区南甲賀町（現・神田駿河台）に開業される。
- 1924年（大正13年） 関東大震災により焼失。
- 1927年（昭和2年）  二代目・濱田次郎によって再建される。
- 1940年（昭和15年） 東京オリンピック開催に合わせ、本店に2階建て・全8室の新館を増築する。
- 1944年（昭和19年） 新館全室・広間を大東亜省官舎として政府に貸し出す。また本館一階も、空襲により焼け出された人々の為に開放する。
- 1945年（昭和20年） 第二次世界大戦終結により、大東亜省が新館から撤退する。
- 1975年（昭和50年） 三代目・浜田隆によって本店が12階建てのビルに改装される。

## 交通
- 電車
  - JR御茶ノ水駅より徒歩3分
  - 東京地下鉄千代田線新御茶ノ水駅より徒歩1分
  - 東京地下鉄丸ノ内線淡路町駅・都営地下鉄新宿線小川町駅より徒歩2分
- 車  
  - 首都高速都心環状線 神田橋ランプより約10分

## 旅館龍名館本店が登場する文献・書籍
- 幸田文『流れる』
- 司馬遼太郎『街道をゆく』の「36．本所深川散歩、神田界隈」の文中に登場
- 創業当時、『新撰東京名所図會』・『風俗画報』などでも紹介される